# Wé (Ardennes)
Wé est une localité de Carignan et une éphémère commune française, située dans le département des Ardennes en région Grand Est.
Elle est intégrée à la commune de Carignan en 1790.

## Géographie
Le hameau est proche de Carignan,  séparé par un ruisseau, le ruisseau de l'Aulnois.

## Histoire
Wé ou Way est une ancienne grange, donnée par Nicolas de Braville et son épouse à l'abbaye d'Orval en 1509.
Une zone d'activité industrielle s'est développée en ce lieu depuis le XIXe siècle, qui comprend encore plusieurs établissements, dont La Foulerie (usine de pièces métalliques pour le marché du roulement à billes), Amphenol Air LB (fabrication de systèmes d'interconnexion électriques, d'accessoires de câblage et d'attachement).

## Patrimoine
La chapelle Saint-Pierre du hameau de Wé, qui relevait du prieuré des Jésuites de Muno (Belgique), a été reconstruite au XVIIIe siècle. Elle contient des retables baroques en bois avec chronogrammes.